# John Box
Pour les articles homonymes, voir Box.
John Allan Hyatt Box, officier de l'Ordre de l'Empire britannique, est un directeur artistique britannique né le 27 janvier 1920 à Londres (Angleterre) et mort le 7 mars 2005 à Leatherhead (Angleterre).

## Biographie
John Box, après avoir passé une partie de son enfance à Ceylan,, est diplômé de la London School of Architecture,.
Après la guerre, il obtient un succès relatif en architecture et en décoration de théâtre, avant de découvrir l'univers du cinéma. Ses premières collaborations se font comme dessinateur sur La Femme en question (1950), puis comme assistant de Carmen Dillon sur Il importe d'être Constant (1952), puis dès l'année suivante il devient directeur artistique sur L'Homme au million (1953),,,.

## Filmographie (sélection)
- 1952 : Il importe d'être Constant (The Importance of Being Earnest) d'Anthony Asquith
- 1954 : Évasion (The Young Lovers) d'Anthony Asquith
- 1954 : L'Homme au million (The Million Pound Note) de Ronald Neame
- 1955 : Hold-up en plein ciel (A Prize of Gold) de Mark Robson
- 1955 : The Cockleshell Heroes de José Ferrer
- 1956 : The Gamma People de John Gilling
- 1956 : Zarak le valeureux (Zarak) de Terence Young
- 1957 : Pilotes de haut-vol (High Flight) de John Gilling
- 1958 : La Brigade des bérets noirs (Tank Force!) de Terence Young
- 1958 : L'Auberge du sixième bonheur (The Inn of the Sixth Happiness) de Mark Robson
- 1959 : Left Right and Centre de Sidney Gilliat
- 1959 : Notre agent à La Havane (Our Man in Havana) de Carol Reed
- 1960 : Le Paradis des monte-en-l'air (Two Way Stretch) de Robert Day
- 1960 : Le Monde de Suzie Wong (The World of Suzie Wong) de Richard Quine
- 1962 : Lawrence d'Arabie (Lawrence of Arabia) de David Lean
- 1964 : L'Ange pervers (Of Human Bondage) de Ken Hughes
- 1965 : The Wild Affair de John Krish
- 1965 : Le Docteur Jivago (Doctor Zhivago) de David Lean
- 1966 : Un homme pour l'éternité (A Man for All Seasons) de Fred Zinnemann
- 1968 : Oliver ! de Carol Reed
- 1970 : Le Miroir aux espions (The Looking Glass War) de Frank Pierson
- 1971 : Nicolas et Alexandra (Nicholas and Alexandra) de Franklin J. Schaffner
- 1972 : Voyages avec ma tante (Travels with My Aunt) de George Cukor
- 1974 : Gatsby le Magnifique (The Great Gatsby) de Jack Clayton
- 1975 : Rollerball de Norman Jewison
- 1977 : Le Convoi de la peur (Sorcerer) de William Friedkin
- 1983 : La Forteresse noire (The Keep) de Michael Mann
- 1984 : La Route des Indes (A Passage to India) de David Lean
- 1994 : Prince noir (Black Beauty) de Caroline Thompson
- 1995 : Lancelot, le premier chevalier (First Knight) de Jerry Zucker

## Distinctions

### Récompenses
- Oscar des meilleurs décors
  - en 1963 pour Lawrence d'Arabie
  - en 1966 pour Le Docteur Jivago
  - en 1969 pour Oliver !
  - en 1962 pour Nicolas et Alexandra
- BAFTA des meilleurs décors
  - en 1968 pour Un homme pour l'éternité
  - en 1975 pour Gatsby le Magnifique
  - en 1976 pour Rollerball

### Nominations
- Oscar des meilleurs décors
  - en 1973 pour Voyages avec ma tante
  - en 1985 pour La Route des Indes
- BAFTA des meilleurs décors
  - en 1969 pour Oliver !
  - en 1972 pour Nicolas et Alexandra
  - en 1986 pour La Route des Indes